# Droga wojewódzka 846
Die Droga wojewódzka 846 (DW846) ist eine 41 Kilometer lange Droga wojewódzka (Woiwodschaftsstraße) in der Woiwodschaft Lublin in Polen. Die Strecke in den Powiaten Chełmski, Hrubieszowski und Krasnostawski verbindet die Landesstraße DK17 mit zwei weiteren Woiwodschaftsstraßen.
Die DW846 verläuft in westlicher Richtung von Teratyn nach Krasnystaw.

## Streckenverlauf
Woiwodschaft Lublin, Powiat Hrubieszowski
-  Teratyn (DW844)
-  Witków (DW852)

Woiwodschaft Lublin, Powiat Chełmski
Wojsławice
Woiwodschaft Lublin, Powiat Krasnostawski
-  Stara Wieś (DW843)
-  Krasnystaw (DK17)